# Sonkajärvi
Sonkajärvi este o comună din Finlanda.